# Time Fades Away
Time Fades Away – album Neila Younga będący zapisem trasy koncertowej z pierwszej połowy 1973. Winylowe wydanie albumu było dość długo dostępne, obecnie jest pożądanym przez kolekcjonerów rarytasem. Płyta nigdy nie ukazała się na CD, jest więc praktycznie niedostępna i z tego względu jest bardzo często przegrywana nielegalnie, bądź rozprowadzana cyfrowo. W 2005 roku fani Neila Younga zaczęli zbierać podpisy pod petycją domagając się reedycji albumu na płycie CD. Piosenki z tej płyty, choć ciągle są śpiewane przez Younga, weszły do repertuaru innych artystów. Zespół R.E.M. uważa ten album za inspirację do powstania płyty New Adventures in Hi-Fi.

## Historia powstania
Wszystkie piosenki na płycie, z wyjątkiem „Love In Mind”, zostały nagrane w trakcie, mającej 62 występy, trasy koncertowej, w pierwszej połowie (styczeń – kwiecień) 1973 roku. Na trasie Youngowi towarzyszyli zarówno muzycy z zespołu akustycznego, jak i bardziej „elektryczni” muzycy z zespołu Stacy Gators. Wieloletni współpracownik Younga i były gitarzysta Crazy Horse Danny Whitten miał dołączyć do zespołu Stacy Gators jako drugi gitarzysta, jednakże zmarł z powodu przedawkowania heroiny przed rozpoczęciem trasy koncertowej. Śmierć Whittena wpłynęła znacząco na atmosferę zarówno trasy koncertowej, jak i następnych albumów Younga (szczególnie Tonight’s the Night).
Trasa koncertowa, której zapisem jest Time Fades Away odbyła się w momencie, gdy Young zyskał sobie przychylność fanów muzyki country (dzięki albumowi Harvest). Dlatego też, bardziej elektryczne brzmienie Stacy Gators nie przypadło do gustu publiczności zgromadzonej na koncertach w 1973. Była to trasa emocjonalnie trudna dla Younga (między innymi ze względu na śmierć Whittena), co doprowadziło do kłótni, w wyniku której zespół opuścił perkusista – Kenneth Buttrey (został zastąpiony przez Johnny’ego Barbate, który gra we wszystkich utworach na płycie). Frustracja Younga miała się również udzielić pianiście Jackowi Nitzsche, który jak twierdzi producent Elliot Mazer, rzucał obelgami w stronę Younga, kiedy mikrofon był wyłączony. Inny członek zespołu, grający na elektrycznej gitarze stalowej Ben Keith był podobno tak pijany, że w trakcie jednego ze strojeń muzyków przed występem zdawał się nie wiedzieć, na którym instrumencie gra. Na czas trasy koncertowej Young zmienił Gibsona Les Paul na Gibsona Flying V.
Nadużywanie alkoholu, w połączeniu z charakterystycznym wysokim śpiewem, w końcowym etapie trasy doprowadziło Younga do infekcji gardła. By w jakiś sposób zatuszować swoje problemy z głosem, dodał do wykonywanych utworów partie gitar w wykonaniu Davida Crosby’ego i Grahama Nasha. Doprowadziło to do dalszych starć w zespole. Pianista, Jack Nitzsche narzekał, że grając nie słyszy sam siebie, ponieważ 12-strunowa gitara Crosby’ego zagłusza wszystko naokoło. Trasa zakończyła się po dziewięćdziesięciu dniach w Salt Lake City.

## Nagranie i wydanie płyty
Time Fades Away pozostaje jedynym z dwóch albumów Neila Younga nie wydanym na CD – drugim jest soundtrack do filmu Journey Through the Past. Powodem takiego stanu rzeczy mogą być przyczyny techniczne. Album został nagrany bezpośrednio z dwuścieżkowych taśm-matek za pomocą sprzętu Quad-8 CompuMix uchodzącego za bardzo zawodny, wbrew zaleceniom producenta Davida Briggsa (który nazywał ten sprzęt „Compufuck”). Ostatecznie Briggs musiał ustąpić pod naciskiem Younga. Rezultatem jest album o charakterystycznym surowym i ciemnym brzmieniu, który nie może zostać zremiksowany dla poprawienia czystości dźwięku.
W momencie premiery Time Fades Away został słabo odebrany przez publiczność, szczególnie w porównaniu do swoich poprzedników (szczególnie płyty Harvest). Obecnie oceniany jest, szczególnie przez fanów, dużo przychylniej, ale ma to prawdopodobnie związek z niedostępnością albumu i statusem „białego kruka”. Wiadomo, że w 1995 roku były plany wydania płyty w formacie CD, podjęto nawet wstępne przymiarki, wypalono kilka egzemplarzy płyty, jednakże, nie wiadomo czemu, ostatecznie płyta się nie ukazała. W 2007 roku management Neila Younga ogłosił, że nie ma planów wydania tego nagrania na CD.
Krótki komentarz Neila Younga na temat Time Fades Away można znaleźć w (ostatecznie niewydanej) wkładce do 3-płytowej kompilacji Younga’ pt. Decade z 1977 roku:
Time Fades Away. Żadna piosenka z tego albumu nie została tu umieszczona. Album został nagrany podczas mojej największej trasy w życiu, 65 występów w 90 dniu. Kłótnie o pieniądze pomiędzy wszystkim członkami zespołu zniszczyły tę trasę i nagranie. Zdecydowałem się mimo wszystko wydać tę płytę, tak, abyście mogli zobaczyć co się dzieje, kiedy na chwilę straci się serce do grania. Byłem wtedy bardziej zainteresowany surowym podejściem do muzyki niż zaspokojeniem wymagań publiki, która chciała drugiego Harvest.
Utwór „Time Fades Away” został wydany jako singiel, na stronie B singla „Last Trip To Tulsa”. Podczas trasy koncertowej w 2008 roku Young zaskoczył publiczność i zagrał ten utwór.

## Spis utworów
Wszystkie kompozycje na płycie są autorstwa Neila Younga.

### Strona A
1. „Time Fades Away” – 5:36
  - Utwór zarejestrowany w The Myriad, Oklahoma City (1 marca, 1973)
2. „Journey Through the Past” – 3:19
  - Utwór zarejestrowany w Public Hall, Cleveland (11 lutego, 1973)
3. „Yonder Stands the Sinner” – 3:17
  - Utwór zarejestrowany w Seattle Center Coliseum, Seattle (17 marca, 1973)
4. „L.A.” – 3:11
  - Utwór zarejestrowany w The Myriad, Oklahoma City (1 marca, 1973)
5. „Love in Mind” – 1:58
  - Utwór zarejestrowany w Royce Hall, UCLA (30 stycznia, 1971)

### Strona B
1. „Don’t Be Denied” – 5:16
  - Utwór zarejestrowany w Memorial Auditorium, Phoenix (28 marca, 1973)
2. „The Bridge” – 3:05
  - Utwór zarejestrowany w Memorial Auditorium, Sacramento (1 kwietnia, 1973)
3. „Last Dance” – 8:47
  - Utwór zarejestrowany w Sports Arena, San Diego (29 marca, 1973)

## Muzycy
- Neil Young – gitara, pianino, wokal, harmonijka
- Ben Keith – elektryczna gitara hawajska, wokal (w utworach 1, 3, 4, 6, 8)
- Jack Nitzsche – pianino (w utworach 1, 3, 4, 6, 8)
- Johnny Barbata – perkusja (w utworach 1, 3, 4, 6, 8)
- Tim Drummond – gitara basowa (w utworach 1, 3, 6, 8)
- Joe Yankee – gitara basowa (w utworze 4)
- David Crosby – gitara rytmiczna, chórki (w utworach 3, 6, 8)
- Graham Nash – gitara rytmiczna, chórki (w utworach 3, 6, 8)